# 小時代2.0虛銅時代
《小時代2.0虛銅時代》是中國作家郭敬明第五部長篇小說的第二集， 故事承接《小时代1.0折纸时代》的發展，依舊是以中國上海為背景展開的都市愛情小說。與第一集《小时代1.0折纸时代》不同的是，《小時代2.0虛銅時代》講述了林蕭、南湘、顧里和唐宛如四名從小一起長大的女生從校園畢業步入職場的故事。隨著四人的閱歷和經驗的增加，四人對待親情、友情和愛情的觀點漸漸有了變化。

## 故事簡介
林蕭在《ME》雜誌實習時與作家崇光互生好感，而相戀多年的男友簡溪同多年前在顧里激將之下跳樓身亡的女生的妹妹相戀，和林蕭不告而別。適逢崇光胃癌晚期，當林蕭從外地和南湘一起回到上海時，卻迎來了崇光的突然神秘死亡。錯愕的林蕭不久迎來了歸來的簡溪。顧里和男友顧源曾經在學校裡的競爭，進入社會後變得更加白熱化，陰差陽錯之下，雙雙進入《ME》雜誌，分別擔任財務總監和廣告總監的職位，有著職場野心的顧里同男友在這種微妙的鬥爭裡，變得若即若離。更雪上加霜的是，顧里迎來了她人生裡從來沒預料到的客人，她的親生弟弟；在《小時代1.0》裡扮演大家開心果的唐宛如，卻在漸漸發展的劇情裡扮演了神秘的背後推手。不久，林蕭迎來了生命裡第二次在愛情上的選擇，一個完全陌生的外國男孩，帶著神秘的熟悉氣息，走進她的生活。

## 公眾反響
《小時代2.0虛銅時代》發售當日，僅僅通過当当网便創下單日预售销量破1.5万册的记录。 銷售一周后，便完成120萬冊的銷量， 并成為2010年度全國圖書銷量榜虛構類圖書的冠軍。
與此同時，本書還被《人民文學》收錄， 并入選雲南省“青少年喜爱的优秀图书”。

### 前傳作品
- 小說《小时代1.0折纸时代》
- 漫畫《小時代1.5青木時代》

### 後續作品
- 漫畫《小時代2.5鋒銀時代》
- 小說《小時代3.0刺金時代》

### 衍生作品
- 電視劇《小時代》

## 外部連結
- 官方網站[永久]（简体中文）